# Alan Parker (regissör)
Alan William Parker, född 14 februari 1944 i Islington i London, död 31 juli 2020 i London, var en brittisk filmregissör. 
Parker började filma långfilmer i mitten av 1970-talet. Han fick sitt stora genombrott med filmen Midnight Express från 1978. Efter detta fortsatte han sedan med andra storfilmer som Fame (1980), Birdy (1984), Mississippi brinner (1988) samt The Commitments (1991). 
År 2002 blev han adlad av drottning Elizabeth II av Storbritannien.

## Filmografi i urval
- 1976 – Bugsy Malone
- 1978 – Midnight Express
- 1980 – Fame
- 1982 – Ta ner månen om du kan!
- 1982 – Pink Floyd The Wall
- 1984 – Birdy
- 1987 – Angel Heart
- 1988 – Mississippi brinner
- 1990 – Välkommen till paradiset
- 1991 – The Commitments
- 1994 – The Road to Wellville
- 1996 – Evita
- 1999 – Ängeln på sjunde trappsteget
- 2003 – The Life of David Gale

## Utmärkelser
- BAFTA Award för bästa regi, för Midnight Express,  22 mars 1979[6]
- National Board of Review Award för bästa film, för Mississippi brinner,  1988
- BAFTA Award för bästa regi, för The Commitments,  22 mars 1992[7]
- BAFTA Academy Fellowship Award,  2013
- Officer av Arts et Lettres-orden
- Kommendör av 2 klass av Brittiska imperieorden
- Knight Bachelor

[Redigera Wikidata]